# Zrakoperke
Zrakoperke (Actinopterygii) gigarazred riba, donedanno smatran razredom koštunjača. Ovom giga razredu pripada velika većina poznatih danas živućih ribljih vrsta.
Ime su dobile po načinu kako su im građene peraje. Kožna opna peraja razapeta je između manje ili više krutih koštanih šipčica, a vrlo često je na početku prve leđne peraje prva šipčica građena poput bodlje. Ta bodlja može stajati samostalno, prije prve leđne peraje, može biti integrirana u njen početak, no kod pojedinih vrsta se tijekom evolucije potpuno povukla.

## Sistematika zrakoperki

### A) PodrazredŠtitonošeiliChondrostei
A1. Red Jesetrovke - Acipenseriformes
a. (Jesetre) - Acipenseridae
Rodovi 4: Acipenser, Huso, Pseudoscaphirhynchus, Scaphirhynchus
b. (Veslokljunke) - Polyodontidae
Rodovi 2: Polyodon, Psephurus
A2. Red Polypteriformes
a. Polypteridae
Rodovi (2): Erpetoichthys, Polypterus.

### B) PodrazerdNovozrakoperkeiliNeopterygii
B1. Red Amiiformes – Muljarice
a. Amiidae
Rod 1 Amia.
b2. Red Lepisosteiformes – Oklopne koštunjače
a. Porodica Lepisosteidae
Rodovi: (2) Atractosteus, Lepisosteus

### C) InfrarazredPrave koštunjače-Teleostei
sinonimi: Holostei, Lepisosteiformes, Lepisostoidei

#### c1. NadredElopomorpha
a. Red Albuliformes
Porodica Albulidae
Rodovi (3):  Albula, Nemoossis, Pterothrissus
b. Red Anguilliformes – Jeguljke
Porodica   Anguillidae – Prave jegulje
Rodovi (2): Anguilla, Neoanguilla
Porodica  Chlopsidae – 	crvojeguljke, Lažni ugori
Rodovi (8): Boehlkenchelys, Catesbya, Chilorhinus, Chlopsis, Kaupichthys, Powellichthys, Robinsia, Xenoconger
Porodica  Colocongridae, kratkorepi ugori
Rodovi (2):  Coloconger, Thalassenchelys
Porodica  Congridae – Ugori
Potporodica: Bathymyrinae
Rodovi (7): Ariosoma, Bathymyrus, Chiloconger, Kenyaconger, Parabathymyrus, Paraconger, Poeciloconger
Potporodica: Congrinae
Rodovi (21): Acromycter, Bassanago, Bathycongrus, Bathyuroconger, Blachea, Castleichthys, Conger, Congrhynchus, Congriscus, Congrosoma, Diploconger, Gnathophis, Japonoconger, Lumiconger, Macrocephenchelys, Promyllantor, Pseudophichthys, Rhynchoconger, Scalanago, Uroconger, Xenomystax
Potporodica: Heterocongrinae
Rodovi (21): Gorgasia, Heteroconger
Porodica  Derichthyidae, dugovratke
Rodovi (2) Derichthys, Nessorhamphus
Porodica  Heterenchelyidae, muljevke
Rodovi (2):Panturichthys, Pythonichthys
Porodica  Moringuidae, 	špagetarke
Rodovi (2):Moringua, Neoconger
Porodica  Muraenesocidae, ugoromurinke
Rodovi (6):Congresox, Cynoponticus, Gavialiceps, Muraenesox, Oxyconger, Sauromuraenesox
Porodica  Muraenidae – Murinke
Potporodica Muraeninae
Rodovi (11):Diaphenchelys, Echidna, Enchelycore, Enchelynassa, Gymnomuraena, Gymnothorax, Monopenchelys, Muraena, Pseudechidna, Rhinomuraena, Strophidon
Potporodica Uropterygiinae
Rodovi (5):Anarchias, Channomuraena, Cirrimaxilla, Scuticaria, Uropterygius
Porodica  Myrocongridae, atlantske crvenougorke
Rodovi (1):Myroconger
Porodica  Nemichthyidae, končarice
Rodovi (3):Avocettina, Labichthys, Nemichthys
Porodica  Nettastomatidae – Patokljunčići, 	patkokljunice
Rodovi (6):Facciolella, Hoplunnis, Nettastoma, Nettenchelys, Saurenchelys, Venefica
Porodica  Ophichthidae – Zmijke
Potporodica Myrophinae
Rodovi (14):Ahlia, Asarcenchelys, Benthenchelys, Glenoglossa, Mixomyrophis, Muraenichthys, Myrophis, Neenchelys, Pseudomyrophis, Pylorobranchus, Schismorhynchus, Schultzidia, Scolecenchelys, Skythrenchelys
Potporodica Ophichthinae
Rodovi (47):Allips, Aplatophis, Aprognathodon, Apterichtus, Bascanichthys, Brachysomophis, Caecula, Callechelys, Caralophia, Cirrhimuraena, Cirricaecula, Dalophis, Echelus, Echiophis, Ethadophis, Evips, Gordiichthys, Hemerorhinus, Herpetoichthys, Hyphalophis, Ichthyapus, Kertomichthys, Lamnostoma, Leiuranus, Leptenchelys, Letharchus, Lethogoleos, Leuropharus, Luthulenchelys, Malvoliophis, Myrichthys, Mystriophis, Ophichthus, Ophisurus, Oxystomus, Paraletharchus, Phaenomonas, Phyllophichthus, Pisodonophis, Quassiremus, Rhinophichthus, Scytalichthys, Stictorhinus, Suculentophichthus, Xestochilus, Xyrias, Yirrkala
Porodica  Protanguillidae
Rodovi (1):Protanguilla
Porodica  Serrivomeridae, pilozupke
Rodovi (2): Serrivomer, Stemonidium
Porodica  Synaphobranchidae, niskoškržne jegulje
Potporodica Ilyophinae
Rodovi (7):Atractodenchelys, Dysomma, Dysommina, Ilyophis, Linkenchelys, Meadia, Thermobiotes
Potporodica Simenchelyinae
Rodovi (1):Simenchelys
Potporodica Synaphobranchinae
Rodovi (4):Diastobranchus, Haptenchelys, Histiobranchus, Synaphobranchus
c. Red Elopiformes
Porodica Elopidae
Rodovi (1) Elops
Porodica Megalopidae, tarponi
Rodovi (1) Megalops
d Nadred Notacanthiformes
Porodica Halosauridae, halosaurke
Rodovi (3) Aldrovandia, Halosauropsis, Halosaurus
Porodica Notacanthidae, šiljorepani
Rodovi (4) Lipogenys, Notacanthus, Polyacanthonotus, Tilurus
d. Red Saccopharyngiformes
Porodica Cyematidae
Rodovi (2) Cyema, Neocyema
Porodica Eurypharyngidae
Rodovi (1) Eurypharynx
Porodica Monognathidae
Rodovi (1) Monognathus
Porodica Saccopharyngidae
Rodovi (1) Saccopharynx

#### c2. NadredAcanthopterygii– tvrdoperke
a1. Red Srebrnoboke - Atheriniformes
Zeleniši - Atherinidae
Atherinopsidae
Bedotiidae
Dentatherinidae
Isonidae
Melanotaeniidae
Notocheiridae
Phallostethidae
Pseudomugilidae
Telmatherinidae
a2. Red Igličarke - Beloniformes
Adrianichthyidae  –
Iglice - Belonidae
Poletuše - Exocoetidae
Polukljunke - Hemiramphidae
Štukoskuše - Scomberesocidae
Zenarchopteridae
a3. Red Trbopilke - Beryciformes
Anomalopidae
Anoplogastridae Gill, 1893
Berycidae
Diretmidae
Holocentridae
Monocentridae
Dubljinke - Trachichthyidae
a4Red Cetomimiformes
Barbourisiidae
Cetomimidae
Rondeletiidae
a5. Red Cyprinodontiformes Berg, 1940
Anablepidae Garman, 1895
Aplocheilidae Bleeker, 1860
Cyprinodontidae Gill, 1865
Fundulidae Jordan and Gilbert, 1882
Goodeidae Jordan, 1923
Nothobranchiidae
Poeciliidae Garman, 1895
Profundulidae Hoedeman and Bronner, 1951
Rivulidae
Valenciidae Parenti, 1981
a6. Red Priljepnjaci - Gobiesociformes
Priljepetuše - Gobiesocidae
a7. Red Ciplovke - Mugiliformes
Cipli - Mugilidae
a8. Red Grgečke - Perciformes
Acanthuridae
Acropomatidae
Amarsipidae
Ambassidae
Hujke - Ammodytidae
Anabantidae
Anarhichadidae
Aplodactylidae
Matuličići - Apogonidae
Ariommatidae
Arripidae
Artedidraconidae
Badidae
Banjosidae
Bathyclupeidae
Bathydraconidae
Bathymasteridae
Bembropidae
Slingure ili babice - Blenniidae
Bovichtidae
Grboglavke - Bramidae
Caesionidae
Callanthiidae
Mišići - Callionymidae
Kljunčice - Caproidae
Bitnice - Carangidae
Caristiidae
Girovke - Centracanthidae
Centrarchidae
Centrogenyidae
Pastiri - Centrolophidae
Centropomidae
Mačinci - Cepolidae
Chaenopsidae
Chaetodontidae
Champsodontidae
Channichthyidae
Channidae
Cheilodactylidae
Cheimarrichthyidae
Chiasmodontidae
Chironemidae
Cichlidae
Cirrhitidae
Glavoperčići - Clinidae
Lampuge - Coryphaenidae
Creediidae
Cryptacanthodidae
Dactyloscopidae
Datnioididae
Dichistiidae
Dinolestidae
Dinopercidae
Draconettidae
Drepaneidae
Priljepuše - Echeneidae
Elassomatidae
Eleginopsidae
Eleotridae
Embiotocidae
Emmelichthyidae
Enoplosidae
Ephippidae
Epigonidae
Ljuskotrnke - Gempylidae
Gerreidae
Girellidae
Glaucosomatidae
Glavoči - Gobiidae
Grammatidae
Roktaljke - Haemulidae
Hapalogenyidae
Harpagiferidae
Helostomatidae
Howellidae
Icosteidae
Inermiidae
Sabljanke - Istiophoridae
Kraemeriidae
Kuhliidae
Kurtidae
Kyphosidae
Usnače - Labridae
Labrisomidae
Lactariidae
Lateolabracidae
Latidae
Latridae
Leiognathidae
Leptobramidae
Leptoscopidae
Lethrinidae
Trorepani - Lobotidae
Lutjanidae
Pjevčine - Luvaridae
Malacanthidae
Menidae
Microdesmidae
Monodactylidae
Lubini - Moronidae
Trlje - Mullidae
Nandidae
Nematistiidae
Nemipteridae
Niphonidae
Krilaši - Nomeidae
Nototheniidae
Odacidae
Odontobutidae
Opistognathidae
Oplegnathidae
Osphronemidae
Ostracoberycidae
Parascorpididae
Pempheridae
Pentacerotidae
Percichthyidae
Percidae
Perciliidae
Percophidae
Pholidae
Pholidichthyidae
Pinguipedidae
Plesiopidae
Polycentridae
Polynemidae
Duboke kirnje - Polyprionidae
Pomacanthidae
Češljouske - Pomacentridae
Strijelke - Pomatomidae
Priacanthidae
Pristolepididae
Pseudaphritidae
Pseudochromidae
Ptereleotridae
Ptilichthyidae
Rachycentridae
Rhyacichthyidae
Papigače - Scaridae
Scatophagidae
Schindleriidae
Sjenke - Sciaenidae
Skušovke - Scombridae
Scombrolabracidae
Scombropidae
Scytalinidae
Vučice - Serranidae
Mramornice - Siganidae
Sillaginidae
Sinipercidae
Ljuskavke - Sparidae
Barakude - Sphyraenidae
Stichaeidae
Plotice - Stromateidae
Symphysanodontidae
Tigrani - Terapontidae
Tetragonuridae
Thalasseleotrididae
Toxotidae
Pauci - Trachinidae
Zmijičnjaci - Trichiuridae
Trichodontidae
Trichonotidae
Pjetlići - Tripterygiidae
Bežmeci - Uranoscopidae
Xenisthmidae
Igluni - Xiphiidae
Zanclidae
Zaproridae
Zoarcidae
a9. Plosnatice -  Pleuronectiformes
Achiridae
Achiropsettidae
Obliši - Bothidae
Platuše - Citharidae
Listići - Cynoglossidae
Paralichthodidae
Paralichthyidae
Iverci - Pleuronectidae
Poecilopsettidae
Psettodidae
Rhombosoleidae
Samaridae
Plosnavke - Scophthalmidae
Listovi - Soleidae
a10. Red Škarpinke - Scorpaeniformes
Abyssocottidae
Agonidae
Anoplopomatidae
Apistidae
Aploactinidae
Bathylutichthyidae
Bembridae
Caracanthidae
Comephoridae
Congiopodidae
Cottidae
Cottocomephoridae
Cyclopteridae
Dactylopteridae
Ereuniidae
Eschmeyeridae
Gnathanacanthidae
Hemitripteridae
Hexagrammidae
Hoplichthyidae
Liparidae
Neosebastidae
Normanichthyidae
Parabembridae
Pataecidae
Kokotići - Peristediidae
Perryenidae
Platycephalidae
Plectrogeniidae
Psychrolutidae
Rhamphocottidae
Bodeljke - Scorpaenidae
Jauci - Sebastidae
Setarchidae
Synanceiidae
Tetrarogidae
Štitoglavke - Kokoti - Triglidae
Zanclorhynchidae
a11. Red Stephanoberyciformes
Gibberichthyidae
Hispidoberycidae
Melamphaidae
Stephanoberycidae
a12. Red Synbranchiformes
Chaudhuriidae
Mastacembelidae
Synbranchidae
a13. Red Četverozupke - Tetraodontiformes
Aracanidae
Kostorozi - Balistidae
Diodontidae
Bucnjevke - Molidae
Monacanthidae
Ostraciidae
Napuhače - Tetraodontidae
Triacanthidae
Triacanthodidae
Triodontidae
a6. Red Šilovke i konjići - Syngnathiformes, Sinonim Gasterosteiformes
Aulostomidae
Šljuke - Centriscidae
Trumpetače - Fistulariidae
Solenostomidae
Morski konjići i šila - Syngnathidae
a14. Red Kovačke -  Zeiformes
Cyttidae
Grammicolepididae
Oreosomatidae
Parazenidae
Kovači - Zeidae
Zenionidae
b. Nadred Clupeomorpha
b1. Red Sardinke - Clupeiformes
Chirocentridae
Srdeljke - Clupeidae
Denticipitidae Clausen, 1959
Dussumieriidae
Engraulidae
Pristigasteridae
Sundasalangidae Roberts, 1981
c. Nadred Cyclosquamata
c1. Red Kreveljke - Aulopiformes
Alepisauridae
Anotopteridae
Barjaktarke - Aulopidae
Bathysauridae
Bathysauroididae
Bathysauropsidae
Gušterčići - Chlorophthalmidae
Kopljozube - Evermannellidae
Giganturidae
Ipnopidae
Notosudidae
Omosudidae
Štukovčice - Paralepididae
Paraulopidae
Pseudotrichonotidae
Scopelarchidae
Sudidae
Gušteri - Synodontidae
e. Nadred Lampridiomorpha
e1. Red Cijevooke - Lampriformes
Nevjeste - Lamprididae
Jedroglavke - Lophotidae
Radiicephalidae
Pojasovke - Regalecidae
Stylephoridae
Mačevke - Trachipteridae
Veliferidae
f. Nadred Ostariophysi
f1. Red Characiformes
Acestrorhynchidae
Alestidae
Anostomidae
Bryconidae
Chalceidae
Characidae
Chilodontidae
Citharinidae
Crenuchidae
Ctenoluciidae
Curimatidae
Cynodontidae
Distichodontidae
Erythrinidae
Gasteropelecidae
Hemiodontidae
Hepsetidae
Iguanodectidae
Lebiasinidae
Parodontidae
Prochilodontidae
Serrasalmidae
Triportheidae
f2. Red Cypriniformes
Balitoridae
Barbuccidae
Botiidae
Catostomidae
Cobitidae
Cyprinidae
Ellopostomatidae
Gyrinocheilidae
Nemacheilidae
Psilorhynchidae
Serpenticobitidae
Vaillantellidae
f3. Red Gonorynchiformes
Chanidae
Gonorynchidae
Kneriidae
Phractolaemidae
f4. Red Gymnotiformes
Apteronotidae
Gymnotidae
Hypopomidae
Rhamphichthyidae
Sternopygidae
f5. Red Siluriformes
Akysidae
Amblycipitidae
Amphiliidae
Anchariidae
Ariidae
Aspredinidae
Astroblepidae
Auchenipteridae
Austroglanididae
Bagridae
Callichthyidae
Cetopsidae
Chacidae
Clariidae
Claroteidae
Cranoglanididae
Diplomystidae
Doradidae
Erethistidae
Heptapteridae
Heteropneustidae
Horabagridae
Ictaluridae
Lacantuniidae
Loricariidae
Malapteruridae
Mochokidae
Nematogenyidae
Olyridae
Pangasiidae
Parakysidae
Pimelodidae
Plotosidae
Pseudopimelodidae
Schilbeidae
Scoloplacidae
Siluridae
Sisoridae
Trichomycteridae
g. Nadred Osteoglossomorpha
g1. Red Osteoglossiformes
Arapaimidae
Hiodontidae
Notopteridae
Osteoglossidae
Pantodontidae
Gymnarchidae
Mormyridae  –
h. Nadred Paracanthopterygii
h1. Red Batrachoidiformes
Batrachoididae
h2. Red Bakalarke - Gadiformes
Bregmacerotidae
Euclichthyidae
Ugotice - Gadidae
Manjići - Lotidae
Rilaši - Macrouridae Gilbert and Hubbs, 1916
Melanonidae
Merlucciidae
Tabinjke - Moridae Moreau, 1881
Muraenolepididae
Tabinje -  Phycidae
Steindachneriidae
h3. Red Udičarke - Lophiiformes
Grdobinke - Lophiidae
Antennariidae
Brachionichthyidae
Ogcocephalidae Jordan, 1895
Chaunacidae
Caulophrynidae
Centrophrynidae
Ceratiidae
Diceratiidae
Gigantactinidae
Himantolophidae
Linophrynidae
Melanocetidae
Neoceratiidae
Oneirodidae
Thaumatichthyidae
Lophichthyidae
Tetrabrachiidae
h4. Red Hujovke - Ophidiiformes
Aphyonidae
Tabinjčice - Bythitidae
Strmorinci - Carapidae
Hujke - Ophidiidae
Parabrotulidae
h5. Red Percopsiformes
Amblyopsidae Bonaparte, 1846 
Aphredoderidae Bonaparte, 1846
Percopsidae Agassiz, 1850
i. Nadred Polymixiomorpha
i1. Red †Ctenothrissiformes
j. Nadred Protacanthopterygii
j1. Red Esociformes
Esocidae
Umbridae
j2. Red Opornjače - Osmeriformes
Alepocephalidae
Srebrnice - Argentinidae
Bathylaconidae
Bathylagidae
Galaxiidae
Lepidogalaxiidae
Leptochilichthyidae
Microstomatidae
Opisthoproctidae
Osmeridae
Platytroctidae
Plecoglossidae
Retropinnidae
Salangidae
j3. Red Lososi - Salmoniformes
Pastrvke - Salmonidae
k. Nadred Scopelomorpha
k1. Red Svjetlučavke - Myctophiformes
Žaboglavke - Myctophidae
Neoscopelidae
l. Nadred Stenopterygii
l1. Red Ateleopodiformes
Ateleopodidae
l2. Red Svjetljinke - Stomiiformes
Diplophidae
Rodovi. /
Nosočice - Gonostomatidae
Rodovi 8: Bonapartia, Cyclothone, Diplophos, Gonostoma, Manducus, Margrethia, Sigmops, Triplophos
Svjetlice - Phosichthyidae
Rodovi: Ichthyococcus, Phosichthys, Pollichthys, Polymetme, Vinciguerria, Woodsia, Yarrella
Svjetličice - Sternoptychidae
Zmijozupke - Stomiidae